# Foresta di Karkloof

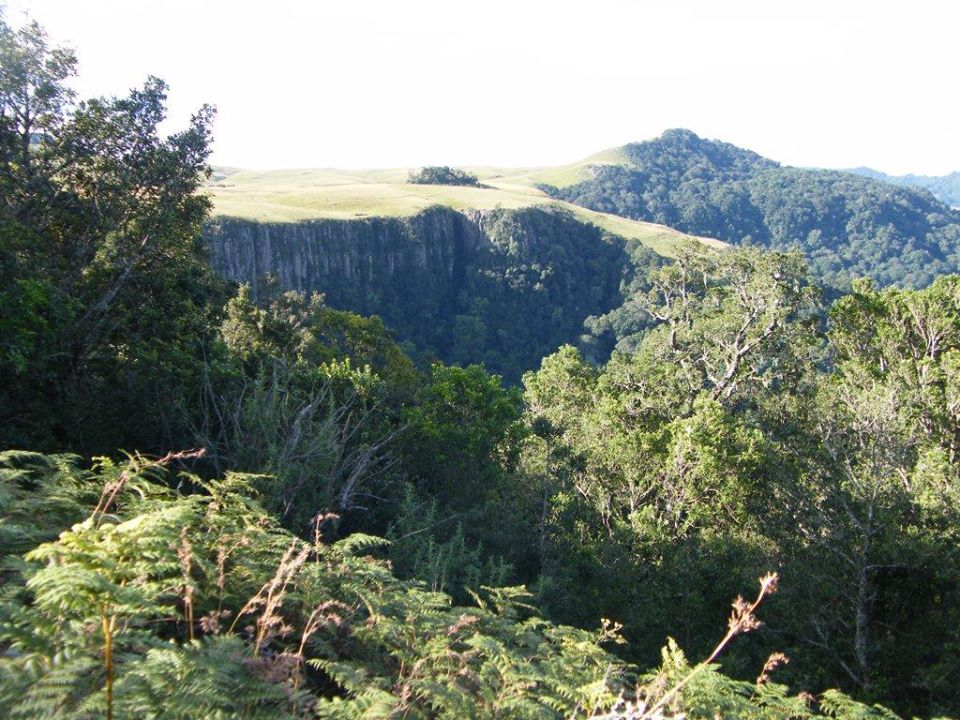
La foresta nel 2014

La foresta di Karkloof è situata nella riserva naturale di Karkloof, 22 km a nord di Howick, KwaZulu-Natal, in Sudafrica.
Essa è un'estesa (960 ha) foresta umida che presenta al suo interno esemplari di Afrocarpus falcatus, Podocarpus latifolius, Podocarpus henkelii e Ocotea bullata.
La fauna include il cercopiteco a gola bianca (Cercopithecus albogularis), il cefalofo azzurro (Philatomba monticola) e il tragelafo striato (Tragelaphus scriptus). Inoltre l'aquila coronata (Stephanoaetus coronatus) si riproduce in questa zona, e il minacciato pappagallo collobruno (Poicephalus robustus) si può trovare qui.
Endemica della zona è anche una sottospecie di faraona di Pucheran, la Guttera edouardi symonsi, e una specie di camaleonte nano correlata al camaleonte nano del Natal Midlands (Bradypodion thamnobates) e al camaleonte nano dalla testa nera (Bradypodion melanocephalum).
Altri uccelli riscontrabili qui sono il turaco di Knysna (Tauraco corythaix), il canarino di foresta (Crithagra scotops), il pettirosso stellato (Pogonocichla stellata), la tordela di gurney (Zoothera gurneyi), il picchio dal collo rosso (Jynx ruficollis), il picchio dalla coda dorata (Campethera abingoni) e l'aquila marziale (Polemaetus bellicosus'').